# Willem Marinus van Rossum
Willem Marinus van Rossum, C.SS.R., nizozemski rimskokatoliški duhovnik, škof in kardinal, * 3. september 1854, Zwolle, † 30. avgust 1932.

## Življenjepis
16. junija 1874 je podal redovne zaobljube pri C.SS.R. in 17. oktobra 1879 je prejel duhovniško posvečenje.
27. novembra 1911 je bil povzdignjen v kardinala in imenovan za kardinal-diakona S. Cesareo in Palatio.
13. januarja 1914 je postal predsednik Papeške biblične komisije, 1. oktobra 1915 višji sodnik Apostolske penitenciarije in 6. decembra istega leta je bil imenovan za kardinal-duhovnika S. Croce in Gerusalemme.
12. marca 1918 je postal prefekt Kongregacije za propagando vere, 25. aprila je bil imenovan za naslovnega nadškofa mavretanijske Cezareje in 19. maja istega leta je prejel škofovsko posvečenje.